# Cantiere navale fratelli Orlando

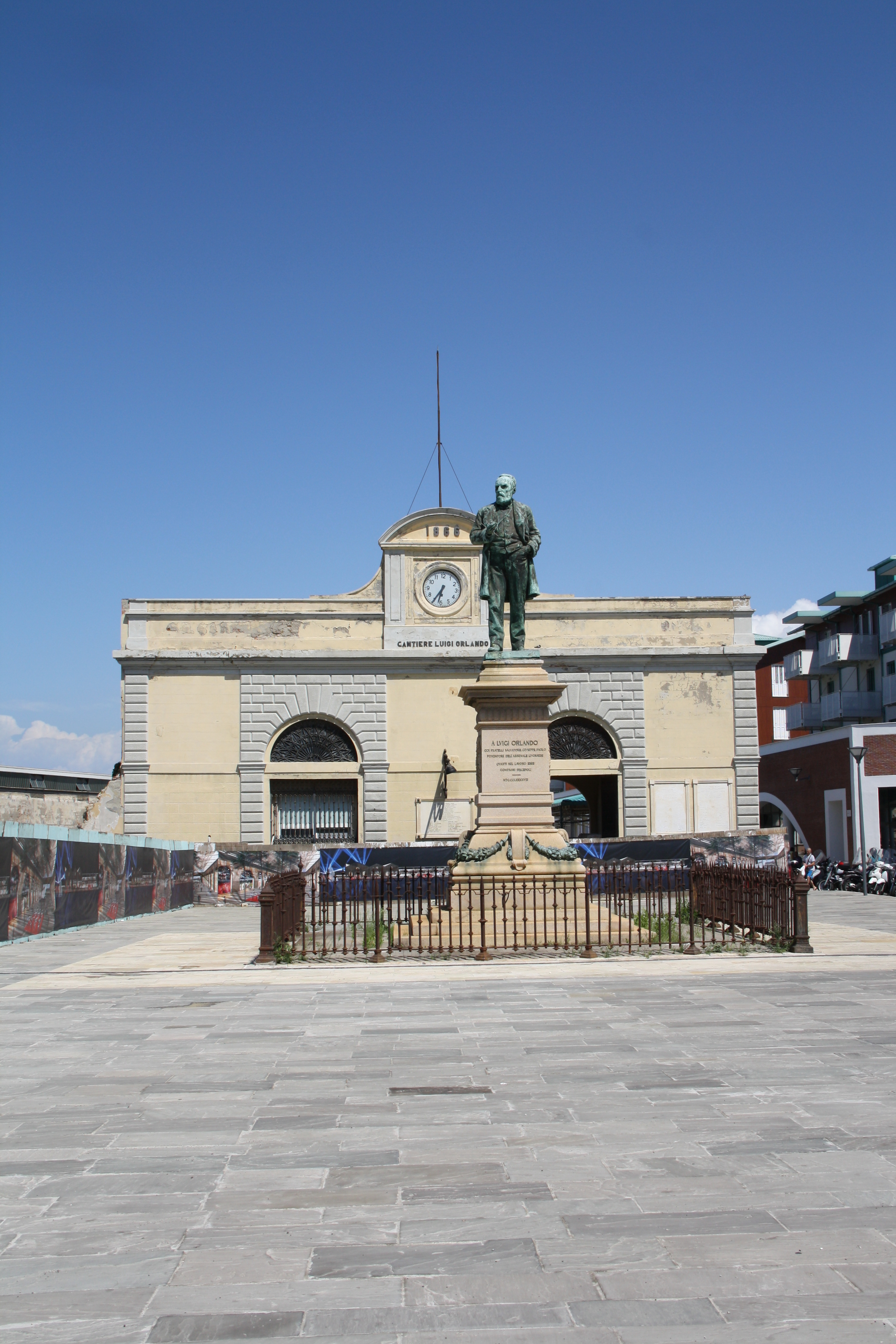
Historyczna brama stoczni i pomnik Lugi Orlando

Cantiere navale fratelli Orlando (pol. Stocznia morska braci Orlando) – historyczna stocznia włoska w Livorno.
Stocznia braci Orlando w Livorno powstała w 1866 roku, na bazie starego arsenału morskiego Wielkiego Księstwa Toskanii założonego w XVI wieku. Kierowało nią czterech braci Orlando: najstarszy Luigi (1814-1896), Salvatore (1818-1881), Giuseppe (1820-1893) i Paolo (1824-1891). Stała się jedną z głównych stoczni włoskich bezpośrednio po zjednoczeniu państwa i jedyną dużą stocznią zlokalizowaną w Toskanii.
Stocznia budowała okręty dla marynarki Królestwa Włoch, a także na eksport (w tym pierwszy włoski okręt zbudowany na eksport – krążownik „Al Baszir”), oraz statki cywilne.